# 一水兩方
一水兩方是香港女歌手炎明熹的單曲，是無綫電視「香港回歸25週年特別獻禮」時裝連續史實倫理電視劇《回歸》主題曲，於2022年7月4日派台，音樂影片於7月5日正式推出，此曲於《萬千星輝頒獎典禮2022》入圍「最受歡迎電視歌曲」最後五強。

## 背景及發行
炎明熹繼2022年1月為其參演的無綫電視青春歌舞校園電視劇《青春本我》獻唱插曲〈複雜〉後，再為無綫電視「香港回歸25週年特別獻禮」電視劇集系列《回歸光影頌》當中的15集時裝連續史實倫理電視劇《回歸》獻唱主題曲。該曲亦是炎明熹參加中國大陸芒果TV與香港無綫電視聯合製作的「香港回歸25週年特別獻禮」音樂真人實境秀節目《聲生不息》後推出的首支單曲。

## 創作與製作
《回歸》劇集講述郭晉安飾演的區耀祖和陳煒飾演的鄧麗娟離婚後，各自在中港兩地經營粵德居，多年來相安無事，直至香港特區回歸廿五週年，麗娟決定回港開設分店，更為爭奪粵德居品牌，不惜與耀祖對簿公堂。幼子家健（周嘉洛飾）參加大灣區創業比賽，遇上擔任導師的兄長家謙（吳偉豪飾）。兄弟長期分隔兩地，南轅北轍，難免磨擦，但血濃於水，加深彼此認識後，重建深厚親情，攜手研發出高科技虛擬技術，讓父母重新經歷廿五年來的起起跌跌，明白原來一直關心對方，二人冰釋前嫌，一家四口終得以團聚。
《回歸》監製林志華透露在心目中炎明熹一直是主唱的第一人選，但因她要到內地參與《聲生不息》拍攝，經排除萬難才促成是次合作，最終要在內地將歌曲錄影完成再將歌曲傳送回港。他表示炎明熹很快完成錄音，而且一開聲已是他們要的感覺，能配合到主題及劇集。

## 曲目
| 曲序     | 曲目     |          | 作曲     | 编曲       | 製作人   | 时长 |
| -------- | -------- | -------- | -------- | ---------- | -------- | ---- |
| 1.       | 一水兩方 | 楊熙     | 劉易昇   | Johnny Yim | 劉易昇   | 3:53 |
| 总时长： | 总时长： | 总时长： | 总时长： | 总时长：   | 总时长： | 3:53 |

## 宣傳
炎明熹完成內地節目《聲生不息》回港後於2022年7月17日到觀塘apm出席「盛夏森動VR之旅 開幕禮」商場演出，期間獻唱〈一水兩方〉。

## 電台派台成績

### 香港電台第二台中文歌曲龍虎榜走勢
| 週次     | 第30週  | 第31週  | 第32週 |
| 放榜日期 | 7月23日 | 7月30日 | 8月6日 |
| 榜上位置 | 15      | 14      | 11     |
| -------- | ------- | ------- | ------ |

### 各大流行榜最高位置
| 樂壇流行榜     | 最高位置 |
| -------------- | -------- |
| 中文歌曲龍虎榜 | 11       |

## 串流平台榜單表現

### 日榜
| 地區 | 音樂串流平台 | 榜單       | 最高排名 |
| ---- | ------------ | ---------- | -------- |
| 香港 | iTunes       | 熱門歌曲榜 | 1        |

## 迴響
音樂影片透過星夢娛樂官方頻道上載至YouTube，在《回歸》一劇首播後數天內獲逾18萬點擊率。MV累計獲170萬次觀看次數。

## 所獲獎項
| 年份   | 頒獎典禮             | 獎項             | 結果     |
| ------ | -------------------- | ---------------- | -------- |
| 2022年 | 萬千星輝頒獎典禮2022 | 最受歡迎電視歌曲 | 最後五強 |